# Sony Xperia M
El Sony Xperia M es un smartphone de gama media perteneciente a la serie Xperia de Sony. El modelo utiliza el sistema operativo Android.
Se presentó por primera vez en agosto de 2013, siendo el sucesor del Xperia Miro.  El Xperia M tiene una pantalla táctil TFT capacitiva de 4 pulgadas, un procesador de 1 GHz de doble núcleo Snapdragon S4 Plus , una cámara de 5 megapíxeles HD, 1 GB de RAM y 4 GB de almacenamiento interno que puede ampliarse con una tarjeta microSD / HC. El Xperia M también está disponible en una variante de doble SIM como Xperia M Dual.

## Soporte de firmware
Desde 3 de agosto de 2014, los usuarios del Xperia M recolectaron firmas para que se programe una actualización oficial hacia Android KitKat en este dispositivo. En https://www.change.org/petitions/sony-mobile-communications-update-sony-xperia-m-to-android-4-4-kitkat?lang=en-US . Estas peticiones fueron rechazadas por Sony; finalmente se anunció que el móvil no se actualizará a Android KitKat. La versión final es Android 4.3.

### Soporte no oficial
Al poco tiempo de que Sony cancelara todo plan de continuar actualizando el Xperia M, el equipo de Free Xperia Project, Cyanogenmod y LineageOS pusieron manos a la obra, para que el dispositivo ejecutará KitKat AOSP. 
Versiones con desarrollo de software no oficial:
- Cyanogemod 11 (Android 4.4)
- Cyanogemod 12 (Android 5.0)
- Cyanogenmod 12.1 (Android 5.1)
- Cyanogemod 13 (Android 6.0)
- LineageOS 13 (Android 6.0)
- LineageOS 14 (Android 7.0)

## Variantes
| Modelo | FCC id     | Regiones                | Bandas GSM           | Bandas UMTS           | Notas      |
| ------ | ---------- | ----------------------- | -------------------- | --------------------- | ---------- |
| C1904  | PY7PM-0480 | Australia, Norteamérica | 850, 900, 1800, 1900 | 850, 1700, 1900, 2100 | single SIM |
| C1905  | PY7PM-0490 | Resto del mundo         | 850, 900, 1800, 1900 | 900, 2100             | single SIM |
| C2004  | PY7PM-0481 | Norteamérica            | 850, 900, 1800, 1900 | 850, 1700, 1900, 2100 | dual SIM   |
| C2005  | PY7PM-0491 | Resto del mundo         | 850, 900, 1800, 1900 | 900, 2100             | dual SIM   |

## Características

### Peso
- 115 gramos
- 4.37 onzas

### Dimensiones
- 124 x 62 x 9.3 mm
- 4.88 x 2.44 x 0.37 pulgadas

### Cámara
- Cámara de captura rápida de 5 megapíxeles y delantera VGA
- Zum digital de 4x con enfoque automático

### Pantalla
- TFT de 4 pulgadas
- 16 millones de colores, 854 x 480 píxeles

### En el interior
- Google Android 4.1 (Jelly Bean) - Actualizable a 4.3 Jelly Bean
- Procesador dual core Qualcomm de 1 GHz

### Batería
- Tiempo de conversación (máximo): 10 horas 18 min**
- Tiempo de espera (máx.): 552 horas**
- Tiempo de reproducción de música (máx.): 39 horas 24 min**
- Tiempo de reproducción de video (máx.): 9 horas 42 min**

### Descargas y materiales para llevar
- Xperia™ M Guía del usuario (2 MB)

Obtén más información sobre las funciones de tu dispositivo.
- Xperia™ M Nota del producto (541 kB)

Obtén más información sobre formatos compatibles, tecnologías, memoria, etc.
Encuentra la Guía del usuario (versiones en todos los idiomas)

#### Cámara y vídeo
- Cámara de 5 megapíxeles con flash LED y enfoque automático
- Zum digital de 4x
- Detección de rostro
- Cámara frontal para llamadas de vídeo
- Etiquetas geográficas
- Grabación de vídeo HD (720p) de hasta 30 fotogramas por segundo
- Activación rápida
- Reducción de ojos rojos
- Barrido panorámico
- Enfoque táctil

#### Conectividad y comunicación
- Conector de 3.5 mm (CTIA)
- aGPS
- Tecnología inalámbrica Bluetooth 4.0
- DLNA Certified
- Media Go
- Conexión USB nativa
- NFC
- PC Companion
- Screen mirroring
- Sincronización a través de Exchange ActiveSync, Google Sync y Facebook
- USB 2.0 de alta velocidad y soporte de micro USB
- Xperia Link
- Funcionalidad para Wi-Fi y zona activa de WiFi

#### Entretenimiento
- Certificado por PlayStation
- Sony Entertainment Network (solo en mercados selectos)
- Juegos dinámicos
- Transmisión de video
- Juegos en 3D
- Radio FM con RDS (sistema de transmisión de datos por radio)
- Formatos admitidos para la reproducción de audio: MP3, 3GPP, MP4, SMF, WAV, OTA, Ogg vorbis
- Grabación de audio, formatos admitidos: 3GPP, MP4 y AMR

#### Aplicaciones precargadas
- Google Play*
- Google Chrome*
- Google Voice Search*
- Google Maps para celular con Street view y Latitude*

#### Memoria
- RAM: 1 GB
- Memoria Flash: hasta 4 GB, 1.8 GB útiles para programas.
- Ranura de expansión: tarjeta microSD, hasta 32 GB no útiles para instalar programas ni aplicaciones.

#### Redes
- UMTS HSPA+ 900 (Banda VIII), 2100 (Banda I) MHz (no está disponible en todos los mercados)
- UMTS HSPA+ 850 (Banda V), 1900 (Banda II) 1700 (Banda IV), 2100 (Banda I) MHz (no está disponible en todos los mercados)
- GSM GPRS/EDGE 850, 900, 1800, 1900 MHz

#### Pantalla y diseño
- 4", 16 millones de colores, 854 x 480 píxeles
- Resistente a rayones
- Pantalla táctil con teclado QWERTY en pantalla
- Colores: Negro, Blanco, Morado, Amarillo.